# Atypus
Atypus je jedním ze tří rodů v podzemí žijících pavouků z čeledi sklípkánkovitých, kteří mají stejné české jméno sklípkánek. Patří k vývojově nejstarším pavoukům sklípkanům a jako jediní z nich žijí v přírodě Střední Evropy. Nespřádají sítě, celý život stráví v podzemní noře. Lidem nejsou nebezpeční.

## Popis
Jsou to pavouci s mohutnými chelicerami namířenými dopředu, které mají na koncích dlouhé drápky jež zabodávají do kořisti. Na spodu zadečku mají dvě světlá políčka kryjící dva páry plícních vaků. Na hlavohrudi mají osm očí namířených dopředu, dvě střední jsou velké a po jejích stranách je po třech malých. Mají menší počet snovacích bradavek a vytvářejí jen jeden druh vlákna, netkají sítě. Zavalité tělo je neseno krátkýma nohama, které jsou uzpůsobeny k pohybu po pavučinové vystýlce v úzké noře.

## Rozšíření
Areály všech tří druhů se překrývají ve Střední Evropě. Sklípkánek černý má hlavní výskyt na Balkáně, sklípkánek pontický v oblastech okolo Černého a Kaspického moře a Česká republika je na okraji jejich areálů. Sklípkánek hnědý je rozšířen od Pyrenejského poloostrova přes střed Evropu po Ukrajinu, Malou Asii a Afghánistán; zasahuje i na jih Skandinávie.
V porovnání s jinými pavouky nejsou schopni se příliš rozšiřovat na nová stanoviště, nohy nemají uzpůsobené k dlouhé chůzi, po zemi se pohybují nemotorně a po opuštění rodné nory, jako 3 mm velká mláďata, daleko nedojdou. Proto obvykle žijí v koloniích na prostoru nemnoha čtverečních metrů. Na vzdálenější místo se mohou dostat jen když po odchodu z nory utkají pavučinové vlákno a k cestování využijí větru. Na stejnou lokalitu blízko sebe musí ale dolétnout nejméně dva jedinci opačného pohlaví, nalézt vhodná místa pro založení nory, dožít se dospělosti, poté se navzájem nalézt a úspěšně spářit. Tendenci šířit se větrem mají nejspíše mláďata sklípkánka hnědého, která jsou nejlehčí.

## Prostředí
Nacházíme je v teplých a suchých oblastech, nejčastěji na bezlesém nebo jen řídce dřevinami zarostlém, svažitém terénu orientovaném k jihu až jihozápadu. Nejnáročnější na teplo a sucho je sklípkánek pontický, který žije převážně na otevřených, dřevinami nezastíněných stanovištích porostlých stepními travinami. Sklípkánek černý obývá jak slunci otevřená, tak i zastíněná místa. Sklípkánek hnědý se vyskytuje na místech chráněných řídkými stromy nebo keři před přílišnými teplotními a vlhkostními výkyvy. Všem vyhovuje hlubší, kamenitá půda která má dobrou soudržnost a dovoluje vyhloubit relativně hlubokou noru.

## Dospívání
Celý život tráví v úzkých norách hlubokých až 30 cm, které si sami vyhrabou a postupně zvětšují chelicerami. Vespod bývá nora rozšířena, celá je vystlaná pavučinou a pavouk ji používá k odpočinku i úkrytu, přebývá v ní i přes zimu. Nora je propojena s na povrchu uloženou pavučinovou lapací trubici až 20 cm dlouhou. Samice svou noru nikdy neopustí, samec jednou a definitivně, když odchází za samicí.
Pavouk číhá v noře nebo přímo v trubici a pokud se ji kořist dotkne, bleskově vyrazí a přes pavučinovou stěnu do ní zasekne dlouhé drápky chelicer. Následně vstříkne jed i trávicí enzymy, načež ochablý úlovek vtáhne přes pavučinou stěnu na dno nory. Tam ji, následkem enzymů rozloženou do tekutého stavu, vysaje. Díru v trubici po kořisti opraví a nerozložené zbytky (kosti, krovky, kůže) vynese ven nebo uloží na dně nory, své výkaly z trubice vystřikuje. Loví brouky, škvory, včely, mouchy, cvrčky, šváby, mravence i plže.
Nory slouží nejen jako ochrana před nepřízní počasí a skrýš pro lov ze zálohy, ale i poměrně účinný úkryt před útoky přirozených nepřátel. Bývá ohrožován především hrabalkami, které sklípkánky loví jako konzervovanou potravu pro své budoucí larvy.

## Rozmnožování
Po třetím svlékání, které proběhne za tři až čtyři roky po vylíhnutí z vajíčka, je pavouk dospělý a schopný se rozmnožovat. Samci se při tomto svlečení kutikuly prodlouží nohy, které mu usnadní chůzi po terénu. Ten v noci svou noru poprvé a navždy opustí a odejde pátrat po noře samice. Nory se na lokalitách vyskytují ve skupinách, takže často hledá v okruhu jen několika metrů. Pokud jej samice přijme vstoupí do její nory, kde proběhne dlouhé páření; samec poté umírá. Samice žijí 8 až 10 let.
Samice sklípkánka pontického a černého se páří počátkem léta, kdežto u sklípkánka hnědého se čerstvě dospělé samice páří na podzim a starší samice, které vychovávaly mláďata z předešlého páření, se znovu páří až na jaře. Samice spářené v létě krátce nato nakladou vajíčka do kokonů, samice spářené na podzim snesou vajíčka až příští rok. Na konci léta se mladí pavoučci vylíhnou, poprvé se svléknou a zimu přečkají se samici v noře, příští rok na jaře se svléknou podruhé a velcí asi 3 mm opustí noru. Odcházejí vyhledat vhodné místo na stavbu své nory, někteří vytvoří vlákno a nechají se odnést větrem. Na novém místě si vyhloubí plytkou noru a utkají vlákno na její vystýlku i na drobnou lapací trubici. Noru i trubici postupně zvětšují.

## Taxonomie
Rod Atypus je dle posledních údajů ve "World Spider Catalog" tvořen 37 druhy rozšířenými v Evropě, jižní Asii a v Severní Americe. V české krajině se vyskytují pouze tři druhy, které si jsou morfologicky i způsobem života velmi podobné. Mezi nejzřetelnější rozlišovací znaky mezi nimi patří:
- Sklípkánek hnědý (Atypus affinis) – má zcela splynuté třetí a čtvrté články zadních postranních snovacích bradavek, dva páry spermaték, 14 chromozómů, je ze všech tří druhů nejmenší a mívá světle hnědou až béžovou barvu. V české přírodě je považován za téměř ohrožený druh.
- Sklípkánek černý (Atypus piceus) – má částečně splynuté třetí a čtvrté články zadních postranních snovacích bradavek, 5 až 11 párů spermaték, 41 chromozómů a je černě zbarvený. V české přírodě je považován za ohrožený druh.
- Sklípkánek pontický (Atypus muralis) – má zřetelně čtyřčlenné zadní postranní snovacích bradavky, dva páry spermaték, 41 chromozómů, je ze všech tří druhů největší a bývá tmavě hnědý. V české přírodě je považován za silně ohrožený druh.